# Rumi Ōkubo
Rumi Ōkubo (大久保 瑠美 Ōkubo Rumi?) es una seiyu japonesa de la prefectura de Saitama, Japón.

## Filmografía

### Anime
| Año  | Título                             | Papel                             | Papel                             |
| ---- | ---------------------------------- | --------------------------------- | --------------------------------- |
| 2009 | Sasameki Koto                      | Konomi                            | Konomi                            |
| 2009 | Fairy Tail                         | Gogotora                          | Gogotora                          |
| 2010 | Katanagatari                       | Hija                              | Hija                              |
| 2010 | Lilpri                             | Azumi, Nakaya                     | Azumi, Nakaya                     |
| 2011 | Freezing                           | Kaho Hiiragi                      | Kaho Hiiragi                      |
| 2011 | Happy Kappy                        | Suguri Kinoshita                  | Suguri Kinoshita                  |
| 2011 | Suite PreCure                      | Ako Shirabe / Cure Muse           | Ako Shirabe / Cure Muse           |
| 2011 | YuruYuri                           | Chinatsu Yoshikawa                | Chinatsu Yoshikawa                |
| 2012 | Magi: The Labyrinth of Magic       | Pisti                             | Pisti                             |
| 2012 | Acchi Kocchi                       | Tsumiki Miniwa                    | Tsumiki Miniwa                    |
| 2012 | Pretty Rhythm: Dear My Future      | Mia Ageha                         | Mia Ageha                         |
| 2012 | Sengoku Collection                 | Sweet Little Devil Nobunaga Oda   | Sweet Little Devil Nobunaga Oda   |
| 2012 | Oda Nobuna no Yabō                 | Bontenmaru                        | Bontenmaru                        |
| 2012 | YuruYuri♪♪                         | Chinatsu Yoshikawa                | Chinatsu Yoshikawa                |
| 2013 | Galilei Donna                      | Kazuki Ferrari                    | Kazuki Ferrari                    |
| 2013 | Magi: The Kingdom of Magic         | Pisti                             | Pisti                             |
| 2013 | Joujuu Senjin!! Mushibugyo         | Hibachi                           | Hibachi                           |
| 2013 | Servant × Service                  | Tōko Ichimiya                     | Tōko Ichimiya                     |
| 2013 | Yuyushiki                          | Yuzuko Nonohara                   | Yuzuko Nonohara                   |
| 2014 | Barakamon                          | Tamako Arai                       | Tamako Arai                       |
| 2014 | Black Bullet                       | Yuzuki Katagiri                   | Yuzuki Katagiri                   |
| 2014 | Isshūkan Friends                   | Saki Yamagishi                    | Saki Yamagishi                    |
| 2014 | Momo Kyun Sword                    | Maron                             | Maron                             |
| 2014 | Pretty Rhythm: All-Star Selection  | Mia Ageha                         | Mia Ageha                         |
| 2014 | Sabagebu!                          | Urara Kasugano                    | Urara Kasugano                    |
| 2014 | Wizard Barristers: Benmashi Cecil  | Koromo Sasori                     | Koromo Sasori                     |
| 2014 | PuriPara                           | Iroha Kakawa                      | Iroha Kakawa                      |
| 2015 | Urawa no Usagi-chan                | Saiko Numakage                    | Saiko Numakage                    |
| 2015 | Death Parade                       | Nona                              | Nona                              |
| 2015 | Mikagura Gakuen Kumikyoku          | Azumi Sagara                      | Azumi Sagara                      |
| 2015 | Tai-Madō Gakuen 35 Shiken Shōtai   | Usagi Saionji                     | Usagi Saionji                     |
| 2015 | Tokyo Ghoul:Jack                   | Aki Sasada                        | Aki Sasada                        |
| 2015 | Yuru Yuri San☆Hai!                 | Chinatsu Yoshikawa                | Chinatsu Yoshikawa                |
| 2010 | Iron Man                           | Editor Nomura                     | Editor Nomura                     |
| 2010 | Highschool of the Dead             | Cabeza de la Sección de Seguridad | Cabeza de la Sección de Seguridad |
| 2010 | Kuroshitsuji II                    | Earl Trancy                       | Earl Trancy                       |
| 2010 | Senkō no Night Raid                | Kyujiro Hayashi                   | Kyujiro Hayashi                   |
| 2010 | Fullmetal Alchemist: Brotherhood   | Fox, Comerciante A                | Fox, Comerciante A                |
| 2010 | Rainbow: Nisha Rokubō no Shichinin | Defensor, Setsuko Padre           | Defensor, Setsuko Padre           |
| 2016 | Hundred                            | Emil Crossford                    | Emil Crossford                    |
| 2016 | Long Riders!                       | Hinako Saijō                      | Hinako Saijō                      |
| 2016 | Mob Psycho 100                     | Ishiguro                          | Ishiguro                          |
| 2017 | Tsugumomo                          | Kotetsu                           | Kotetsu                           |
| 2017 | Gamers!                            | Aguri                             | Aguri                             |
| 2020 | Munō na Nana                       | Nana Hiiragi                      | Nana Hiiragi                      |

### Películas
| Año  | Título                                                               | Papel                   | Papel                   |
| ---- | -------------------------------------------------------------------- | ----------------------- | ----------------------- |
| 2011 | Eiga Suite Precure♪: Torimodose! Kokoro ga Tsunagu Kiseki no Melody! | Ako Shirabe / Cure Muse | Ako Shirabe / Cure Muse |
| 2012 | Pretty Cure All Stars New Stage: Mirai no Tomodachi                  | Ako Shirabe / Cure Muse | Ako Shirabe / Cure Muse |
| 2013 | Pretty Cure All Stars New Stage 2: Kokoro no Tomodachi               | Ako Shirabe / Cure Muse | Ako Shirabe / Cure Muse |
| 2014 | Gekijoban Pretty Rhythm: All-Stars Selection Prism Show Best Ten     | Mia Ageha               | Mia Ageha               |

### Videojuegos
| Año  | Título                                         | Papel                                   | Papel                                   |
| ---- | ---------------------------------------------- | --------------------------------------- | --------------------------------------- |
| 2012 | Fate/EXTRA CCC                                 | Lancer/Elizabeth Báthory                | Lancer/Elizabeth Báthory                |
| 2013 | Fairy Fencer F                                 | Eryn                                    | Eryn                                    |
| 2014 | Lost Dimension                                 | Himeno Akashiki                         | Himeno Akashiki                         |
| 2015 | Hyper Galaxy Fleet                             | Morimoto Mayuka                         | Morimoto Mayuka                         |
| 2015 | Fate/Grand Order                               | Lancer/Elizabeth Báthory, Rider/Astolfo | Lancer/Elizabeth Báthory, Rider/Astolfo |
| 2015 | Digimon Story Cyber Sleuth                     | Protagonista Femenina                   | Protagonista Femenina                   |
| 2019 | Lilycle Rainbow Stage!!!                       | Ayumi Ayasaka                           | Ayumi Ayasaka                           |
| 2021 | Guardian Tales                                 | Arabelle                                | Arabelle                                |
| 2021 | Blue Archive                                   | Mutsuki Asagi                           |                                         |
| 2022 | Magia Record: Puella Magi Madoka Magica Gaiden | Akari Mai                               | Akari Mai                               |

### CD Dramas
| Año  | Título               | Papel       | Papel       |
| ---- | -------------------- | ----------- | ----------- |
| 2014 | Sugar Apple Fairytal | Ann Halford | Ann Halford |

### ONA
| Año  | Título  | Papel            | Papel            |
| ---- | ------- | ---------------- | ---------------- |
| 2011 | Copihan | Yuzuki Tsugayama | Yuzuki Tsugayama |

### Doblaje
| Año  | Título                         | Papel          | Actriz original |
| ---- | ------------------------------ | -------------- | --------------- |
| 2012 | Batman: The Brave and the Bold | Ice            | Jennifer Hale   |
| 2015 | Girl Meets World               | Riley Matthews | Rowan Blanchard |
| 2016 | Invisible Sister               | Cleo           | Rowan Blanchard |

## Música
- Junto con Hisako Kanemoto y Manaka Iwami participó el opening Gamers! para la serie homónima.[6]